# 板橋順二
板橋 順二（いたばし じゅんじ、1964年3月26日 - ）は、テレビ朝日ホールディングス取締役・テレビ朝日常務取締役兼総務局担当、SDGs推進室担当補佐、メディアシティ戦略統括、東京ドリームパーク開発担当、ネットワーク局担当。以前は、編成制作局制作一部、バラエティー制作チーフプロデューサー主任、テレビ朝日ホールディングス・テレビ朝日総務局長であった。茨城県筑西市出身。
早稲田大学法学部卒業後、1987年に入社。入社後は情報局に配属されAD→ディレクターを務めた。1990年に制作局（当時）に異動。2007年6月27日から2010年6月28日までは編成制作局編成部長を担当した（編成制作局編成部長は西新（前：制作1部長）に交代した）。
2010年6月29日から2013年6月26日までは編成制作局制作2部長、2013年6月27日から2016年6月30日までは営業局次長、2016年7月1日から2022年6月28日まで総務局長、2022年6月29日より現職。

## 担当した番組

### ディレクター・演出
- AHERA
- まっ昼ま王!!
- かざあなダウンタウン
- Q99

### プロデューサー
- ザ・テレビ演芸
- ビデオあんたが主役
- ウッチャンナンチャンの炎のチャレンジャーこれができたら100万円!!
- あなあきロンドンブーツ
- 27時間チャレンジテレビ
- ナイナイナ
- やべっちFC
- ココリコ黄金伝説

### チーフプロデューサー
- ぷらちなロンドンブーツ（以前はプロデューサー）
- 愛のエプロン（以前はプロデューサー）
- 志村&所の戦うお正月（以前はプロデューサー）
- ロンドンハーツ（初期時代はプロデューサー）
- 志村&鶴瓶のあぶない交遊録
- 雨上がり決死隊のトーク番組アメトーーク!
- 虎の門
- くりぃむナントカ
- 爆笑問題&日本国民のセンセイ教えて下さい!
- ミドル3
- 関根・優香の笑うシリーズ
- お笑い!!ゆく年くる年
  - ゆく年くる年への道
- 美しき青木・ド・ナウ

## 板橋班
- 藤井智久（「ロンドンハーツ」「くりぃむナントカ」プロデューサー、現在は制作1部長兼ゼネラルプロデューサー）
- 加地倫三（「アメトーク!」プロデューサー・演出「ロンドンハーツ」「やべっちFC」チーフディレクター、現在は制作1部エグゼクティブ・ゼネラルプロデューサー）
- 瀬戸口修（「虎の門」「くりぃむナントカ」プロデューサー）
- 村山俊彦（「愛のエプロン」PD「アメトーク！」ディレクター、その後テレビ朝日を退社し、現在は制作会社「LUCKY PANDA」代表取締役）
- 高橋良行（「ロンドンハーツ」「美しき青木・ド・ナウ」PD、現在は編成戦略部戦略担当部長）
- 立川伸太郎（「ロンドンハーツ」アシスタントプロデューサー）
- 岡野吐夢（「ロンドンハーツ」「愛のエプロン」アシスタントプロデューサーだったが、平城班としてアシスタントプロデューサー担当(主な番組は「いきなり!黄金伝説。」など）を経て、現在は事業部に異動）

### 同期入社
- 大熊英司
- 渡辺由佳

### タレント
- ナインティナイン - 「Q99」「ナイナイナ」出演
  - 矢部浩之
  - 岡村隆史
- ロンドンブーツ1号2号 - 「ロンドンハーツ」出演
- 雨上がり決死隊（解散） - 「アメトーーク!」司会
- 佐藤賢治 - 「ナイナイナ」「ロンドンハーツ」「虎の門」「アメトーーク!」「くりぃむナントカ」「お笑い!!ゆく年くる年」「あぶない交遊録」ナレーション

### 放送作家
- 高須光聖
- 中野俊成
- そーたに